# Selección de fútbol sub-21 de Islas Feroe
La selección de fútbol sub-21 de las Islas Feroe es un equipo transitorio del equipo nacional fútbol de las Islas Feroe. El equipo sub-21 de las Islas Feroe se formó por primera vez en 2006 y participó por primera vez en la clasificación de la Eurocopa Sub-21 en 2007 y 2008. Antes de esto, no había ningún paso entre el equipo sub-20 y la selección absoluta.

## Historia

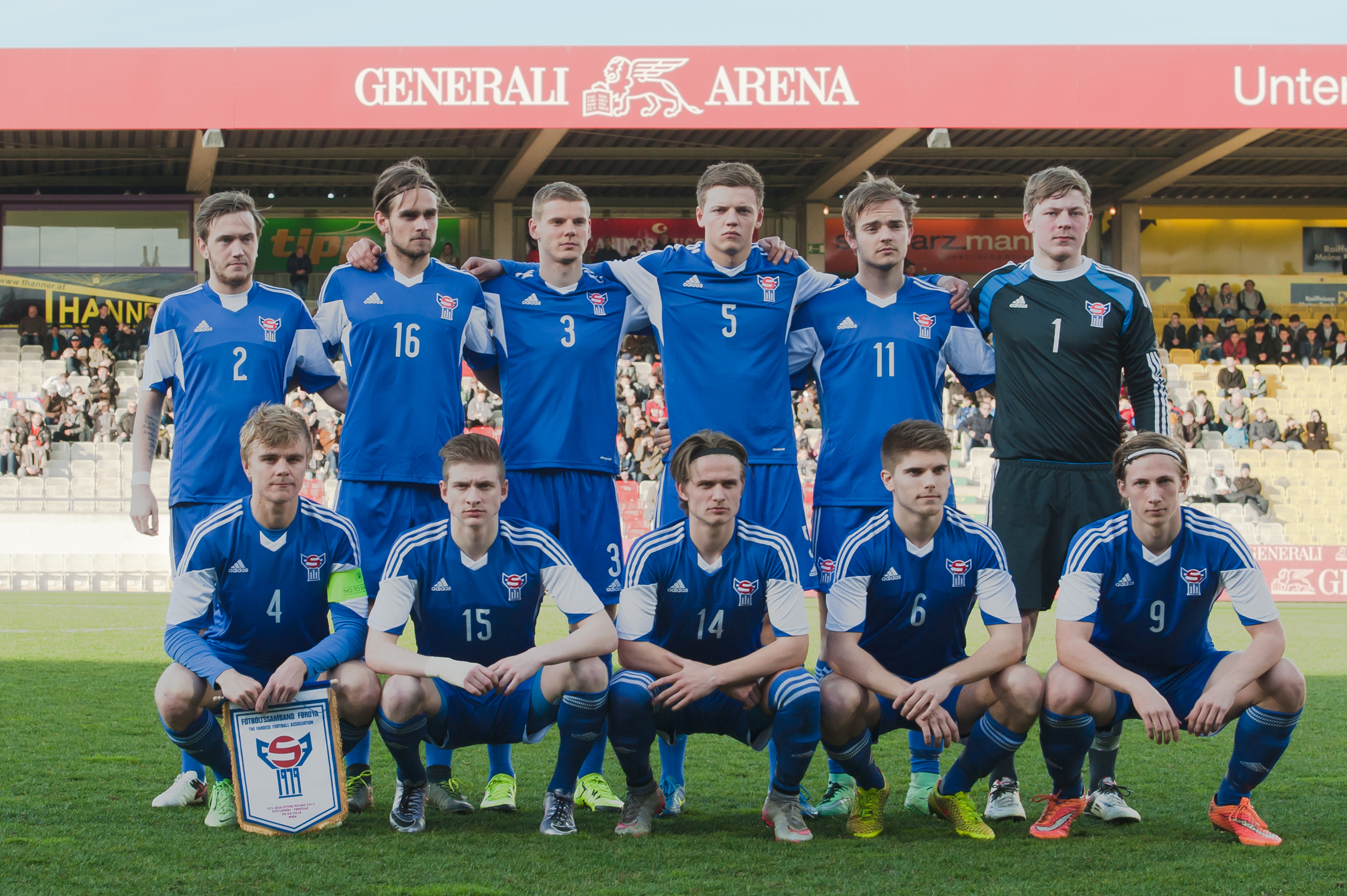
Islas Feroe en 2016

En 2006 se anunció que las Islas Feroe contarán con un equipo sub-21 y participarán en la clasificación para la Eurocopa Sub-21. A partir de entonces, las Islas Feroe están representadas en todos los grupos de edad, sub-15, sub-17, sub-20 y sub-21 también. A principios de 2007, la Federación de Fútbol de Islas Feroe nombró a dos entrenadores, Heðin Askham y Bill McLeod Jacobsen, ambos entrenadores de varias otras selecciones nacionales juveniles de las Islas Feroe. Se seleccionó una plantilla de 34 jugadores para la primera temporada de entrenamiento. Se nombró a un equipo de 20 hombres para los dos primeros partidos contra Croacia y Albania en la fase de clasificación de la Eurocopa Sub-21 de 2009. Las Islas Feroe perdieron el primer partido por 2-0, y Croacia marcó su segundo gol en el último minuto. Perdieron el segundo partido 1-0, Albania marcó el único gol del partido en la segunda parte de un tiro penal. Las Islas Feroe tuvieron que esperar hasta su cuarto partido para la primera victoria sub-21, llegó cuando vencieron a Azerbaiyán por 1-0 en Toftir. Su único otro punto fue también contra Azerbaiyán, en el partido fuera de casa. Las Islas Feroe terminaron el grupo en el quinto lugar, 1 punto por encima de Azerbaiyán.
En la fase de clasificación de la Eurocopa Sub-21 de 2011, el 9 de junio de 2009, Islas Feroe consiguieron una famosa victoria sobre Rusia, venciéndolas por 1-0 tras un gol en el primer minuto. A esto le siguió un empate 1-1 contra Moldavia en septiembre, pero las Islas Feroe perdieron el siguiente partido por 3-1 contra Letonia. Rusia se tomó la revancha en el partido fuera de casa y derrotó a las Islas Feroe por 2-0. También perdieron los dos partidos contra Rumania. En noviembre de 2009, las Islas Feroe vencieron a Letonia por 1-0 y empataron a uno contra Andorra. Islas Feroe ganó el partido en casa contra Andorra por 3-1. Islas Feroe tuvo la oportunidad de terminar tercero en el grupo de cara a la final contra Moldavia, en Tiráspol. El marcador se mantuvo 0-0 hasta que Moldavia anotó un gol cuando faltaban 10 minutos para el final y las Islas Feroe tuvieron un jugador expulsado minutos después.
Islas Feroe comenzó la fase de clasificación de la Eurocopa Sub-21 de 2013 con dos partidos contra Irlanda del Norte. En el primer partido, con 0-0 en el marcador, las Islas Feroe recibieron un penalti justo antes del tiempo de descuento en la segunda parte. El capitán Rógvi Holm falló el tiro y la oportunidad de darle la victoria al equipo. En el partido fuera de casa contra Irlanda del Norte, las Islas Feroe perdieron 4-0. Esto fue seguido por derrotas a domicilio ante Serbia, Macedonia y Dinamarca. Los siguientes partidos fueron contra Macedonia y Serbia en junio de 2012 y fueron los primeros partidos en casa en poco más de un año para el equipo. Islas Feroe empató 1-1 con Macedonia, poniendo fin a una racha de cuatro derrotas seguidas, pero perdió el otro partido 2-0 ante Serbia. El último partido del grupo para las Islas Feroe fue contra Dinamarca, en el que las Islas Feroe consiguieron un empate 1-1 tras anotar un empate tardío.
En octubre de 2014, la Federación de Fútbol de las Islas Feroe (FSF) anunció que Heðin Askham no deseaba continuar como entrenador de las Islas Feroe U21 en 2015, en cambio, era el nuevo entrenador en jefe de HB Tórshavn. En enero de 2015, la FSF anunció que había decidido promover al exentrenador asistente Bill McLeod Jacobsen para que fuera el entrenador en jefe del equipo. El 14 de enero de 2015, la FSF anunció que Eli Hentze era el nuevo entrenador asistente.

## Participaciones

### Eurocopa Sub-21
|        |                |                | Torneo         | Torneo         | Torneo         | Torneo         | Torneo         | Torneo         |                | Clasificatoria | Clasificatoria | Clasificatoria | Clasificatoria | Clasificatoria | Clasificatoria |
| Año    | Resultado      | Pos.           | PJ             | PG             | PE             | PP             | GF             | GC             | PJ             | PG             | PE             | PP             | GF             | GC             |                |
| 1978   | No participó   | No participó   | No participó   | No participó   | No participó   | No participó   | No participó   | No participó   | No participó   | No participó   | No participó   | No participó   | No participó   | No participó   |                |
| 2007   | No participó   | No participó   | No participó   | No participó   | No participó   | No participó   | No participó   | No participó   | No participó   | No participó   | No participó   | No participó   | No participó   | No participó   |                |
| 2009   | -              | -              | -              | -              | -              | -              | -              | -              | 10             | 1              | 1              | 8              | 5              | 18             |                |
| 2011   | -              | -              | -              | -              | -              | -              | -              | -              | 10             | 3              | 2              | 5              | 8              | 16             |                |
| 2013   | -              | -              | -              | -              | -              | -              | -              | -              | 8              | 0              | 3              | 5              | 3              | 18             |                |
| 2015   | -              | -              | -              | -              | -              | -              | -              | -              | 8              | 1              | 1              | 6              | 9              | 23             |                |
| 2017   | -              | -              | -              | -              | -              | -              | -              | -              | 10             | 0              | 1              | 9              | 3              | 28             |                |
| / 2019 | -              | -              | -              | -              | -              | -              | -              | -              | 10             | 1              | 4              | 5              | 10             | 20             |                |
| / 2021 | -              | -              | -              | -              | -              | -              | -              | -              | 10             | 3              | 0              | 7              | 11             | 25             |                |
| /2023  | Por determinar | Por determinar | Por determinar | Por determinar | Por determinar | Por determinar | Por determinar | Por determinar | Por determinar | Por determinar | Por determinar | Por determinar | Por determinar | Por determinar |                |
| Total  | 0 Títulos      | 0/22           | -              | -              | -              | -              | -              | -              | 66             | 9              | 12             | 45             | 49             | 148            |                |

## Jugadores

### Equipo actual
El equipo seleccionado para la Clasificación para la Eurocopa Sub-21 de 2021 contra  Montenegro el 13 de octubre de 2020.
Partidos y goles a partir del 15 de octubre de 2020 tras el partido contra  Montenegro.
| No. | Pos.           | Jugador                  | Fecha de nacimiento (edad)        | Pdos. | Goles | Club           |
| --- | -------------- | ------------------------ | --------------------------------- | ----- | ----- | -------------- |
| 12  | Portero        | Rói Zachariasen          | 12 de octubre de 1998 (22 años)   | 4     | 0     | EB/Streymur    |
| 23  | Portero        | Bárður á Reynatrøð       | 8 de enero de 2000 (21 años)      | 0     | 0     | Skála ÍF       |
| 2   | Defensa        | Ari Olsen                | 9 de septiembre de 1998 (22 años) | 14    | 0     | Víkingur Gøta  |
| 3   | Defensa        | Ólavur Niclasen          | 7 de julio de 1998 (22 años)      | 13    | 0     | KÍ Klaksvík    |
| 4   | Defensa        | Dan Fróðason             | 27 de abril de 2000 (21 años)     | 0     | 0     | 07 Vestur      |
| 5   | Defensa        | Samuel Johansen Chukwudi | 25 de junio de 2003 (17 años)     | 4     | 0     | HB Tórshavn    |
| 6   | Defensa        | Daniel Johansen          | 9 de julio de 1998 (22 años)      | 6     | 0     | HB Tórshavn    |
| 11  | Defensa        | Lukas Giessing           | 9 de mayo de 2000 (21 años)       | 8     | 0     | AB             |
| 14  | Defensa        | Noah Mneney              | 6 de diciembre de 2002 (18 años)  | 0     | 0     | Víkingur Gøta  |
| 19  | Centrocampista | Hjalti Djurhuus          | 14 de julio de 1998 (22 años)     | 2     | 0     | EB/Streymur    |
| 20  | Centrocampista | Andri Benjaminsen        | 12 de enero de 1999 (22 años)     | 2     | 0     | B68 Toftir     |
| 8   | Centrocampista | Hanus Sørensen           | 19 de enero de 2001 (20 años)     | 2     | 0     | FC Midtjylland |
| 9   | Centrocampista | Petur Knudsen ()         | 21 de abril de 1998 (23 años)     | 13    | 2     | NSÍ Runavík    |
| 15  | Centrocampista | Arnbjørn Svensson        | 1 de julio de 1999 (21 años)      | 2     | 0     | Víkingur Gøta  |
| 16  | Centrocampista | Pætur Skipanes           | 20 de octubre de 2000 (20 años)   | 0     | 0     | NSÍ Runavík    |
| 18  | Centrocampista | Ragnar Samuelsen         | 23 de agosto de 1999 (21 años)    | 2     | 0     | B36 Tórshavn   |
| 7   | Delantero      | Adrian Justinussen       | 21 de julio de 1998 (22 años)     | 5     | 0     | HB Tórshavn    |
| 10  | Delantero      | Stefan Radosavljevic     | 8 de septiembre de 2000 (20 años) | 8     | 3     | B36 Tórshavn   |
| 13  | Delantero      | Steffan Løkin            | 13 de noviembre de 2000 (20 años) | 2     | 0     | NSÍ Runavík    |
| 17  | Delantero      | Pætur Petersen           | 29 de marzo de 1998 (23 años)     | 8     | 0     | HB Tórshavn    |